# Empalot en Concert
Empalot en Concert es el primer concierto de Empalot. Grabado en 2003 en Toulouse. Mezclado y masterizado en el Estudio des Milans por Laurentx en 2004.

## Canciones
1. "Dru" − 3:59
2. "Conférence" − 1:01
3. "The Pim Pam Show" − 3:28
4. "Muy Bien!" − 2:43
5. "Mister Inconvenient" − 3:08
6. "Vvvvv" − 0:55
7. "La Trappe de Especial" − 5:24
8. "π KK" − 4:06
9. "Zaramapotato" − 3:05
10. "Ua 2" − 19:31

## Personal
- Joe Duplantier – voz, guitarra
- Mario Duplantier – batería
- Stéphane Chateauneuf – voz
- Laurentx – saxofón
- Christian Maisonnave − percusión
- Monsieur Dru − pose estática, danza[1]